# Rite du Mot de maçon
 (février 2024).
Selon divers maçonnologues[évasif], le Rite du Mot de maçon (Mason's Word), créé vers 1637 en Écosse serait le plus ancien rite de la franc-maçonnerie dite « spéculative ». Le rite fut fondé par des maçons écossais calvinistes et presbytériens de Kilwinning afin de remplacer le rituel anglais et anglican dit des Anciens devoirs opératifs du Moyen Âge et de la Renaissance[Information douteuse]. À partir de 1696, les maçons désirent créer un art de mémoire conforme aux principes du calvinisme, c'est-à-dire basé non pas sur des images plastiques, mais exclusivement sur des images verbales comme les métaphores et les allégories. Par la suite, après avoir subi diverses influences, anglicanisme, catholicisme, la Grande Loge de Londres le transforme en 1717 en rite philosophique universel qui devient la matrice du rite en trois degrés pratiqué par la franc-maçonnerie contemporaine.[Information douteuse]

## Historique

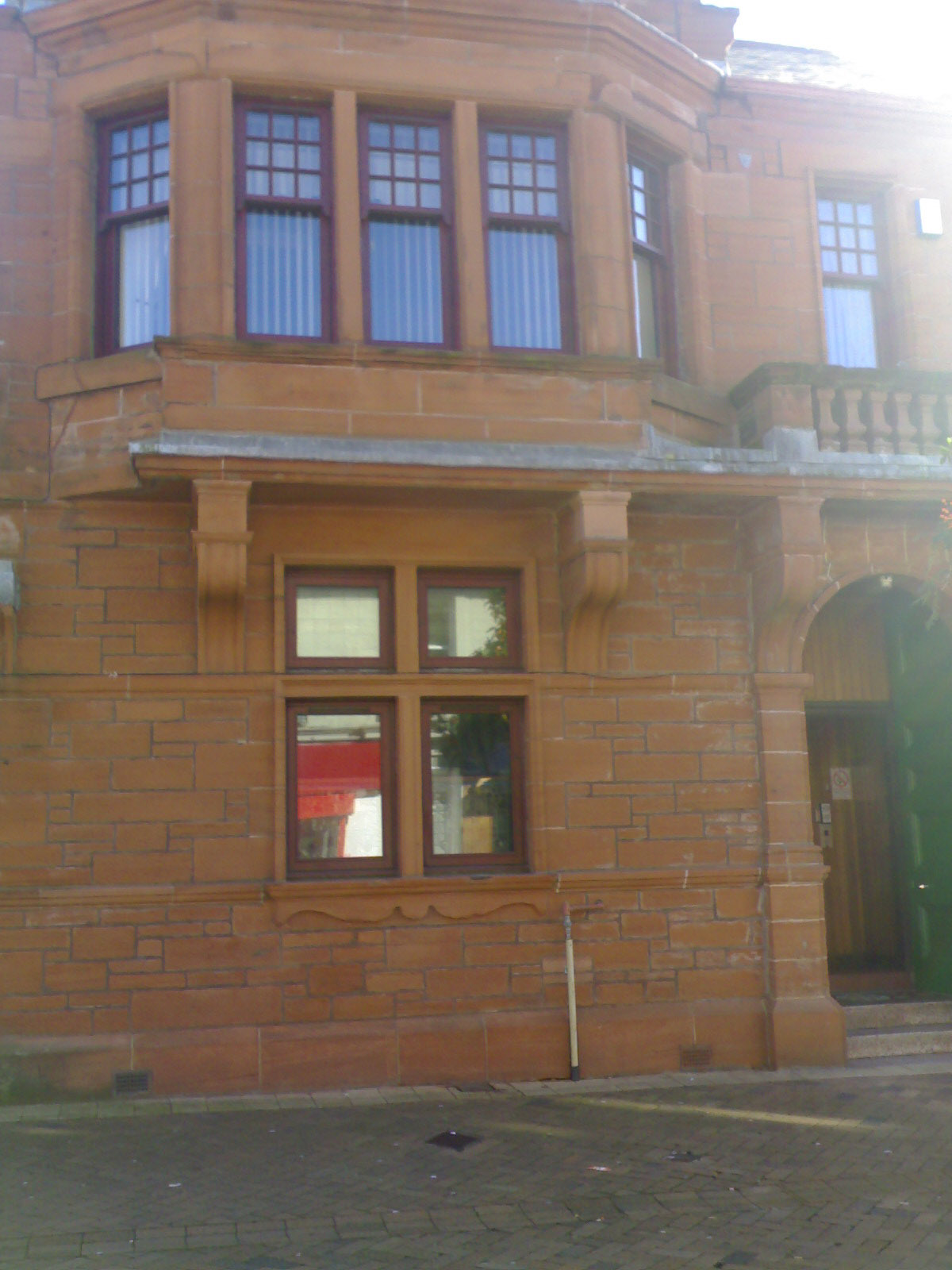
La loge Kilwinning no 0.

Les témoignages comprenant l'expression de « Mason Word » sont nombreux et furent en leur temps examinés par le maçonnologue David Stevenson. Cela représente en tout une vingtaine de textes écossais rédigés au XVIIe siècle et une douzaine de textes britanniques du XVIIIe siècle.
Le Rite du Mot de maçon aurait été élaboré au sein de la loge calviniste Kilwinning n°0 entre 1628 et 1637,. Les plus anciens documents le concernant mentionnent un rituel qui consiste à recevoir en loge un nouveau membre en lui donnant une poignée de main (origine de la « griffe ») pendant qu'on lui communiquait oralement le nom des deux colonnes du Temple de Salomon[source insuffisante] en référence au passage biblique de l’Épitre de Paul aux Galates (Gal 2,9) rappelant l'échange des poignées de la main droite (main de vérité) entre Jacques, Pierre et Jean d'une part, et Paul de Tarse de l'autre.
Les documents plus tardifs faisant partie des textes fondateurs de la franc-maçonnerie et notamment, le « Manuscrit des archives d'Édimbourg » (« Edinburgh register house ») qui date de 1696 et qui était le rituel de la loge « Canongate-Kilwinning »,, font apparaître des évolutions notables dès cette époque. Ils mentionnent notamment un « catéchisme » par questions et réponses, la pratique des cinq points du compagnonnage, ainsi que la transmission d'un mot supplémentaire en « M. B. » au second grade,.